# نعناع مجدول
نعناع مجدول (الاسم العلمي:Mentha verticillata) هو نوع هجين من النباتات يتبع جنس النعناع من الفصيلة الشفوية.